# Липа серцелиста (Львів)
Ли́па серцели́ста — ботанічна пам'ятка природи місцевого значення в Україні. Розташована в межах міста Львова, на вулиці М. Грушевського, 4. 
Площа 0,01 га (точковий об'єкт). Статус присвоєно згідно з рішенням облради від 25 жовтня 2018 року. Перебуває у віданні: Галицька районна адміністрація Львівської міської ради. 
Статус присвоєно з метою збереження одного екземпляра липи серцелистої віком понад 150 років. Діаметр стовбура 112 см. 
Росте неподалік від входу в корпус біологічного факультету Львівського національного університету імені Івана Франка. Це вікове дерево пов'язано з пам'яттю видатних львів'ян: Івана Франка, Михайла Грушевського, митрополита Андрея Шептицького та інших.